# Быстричи

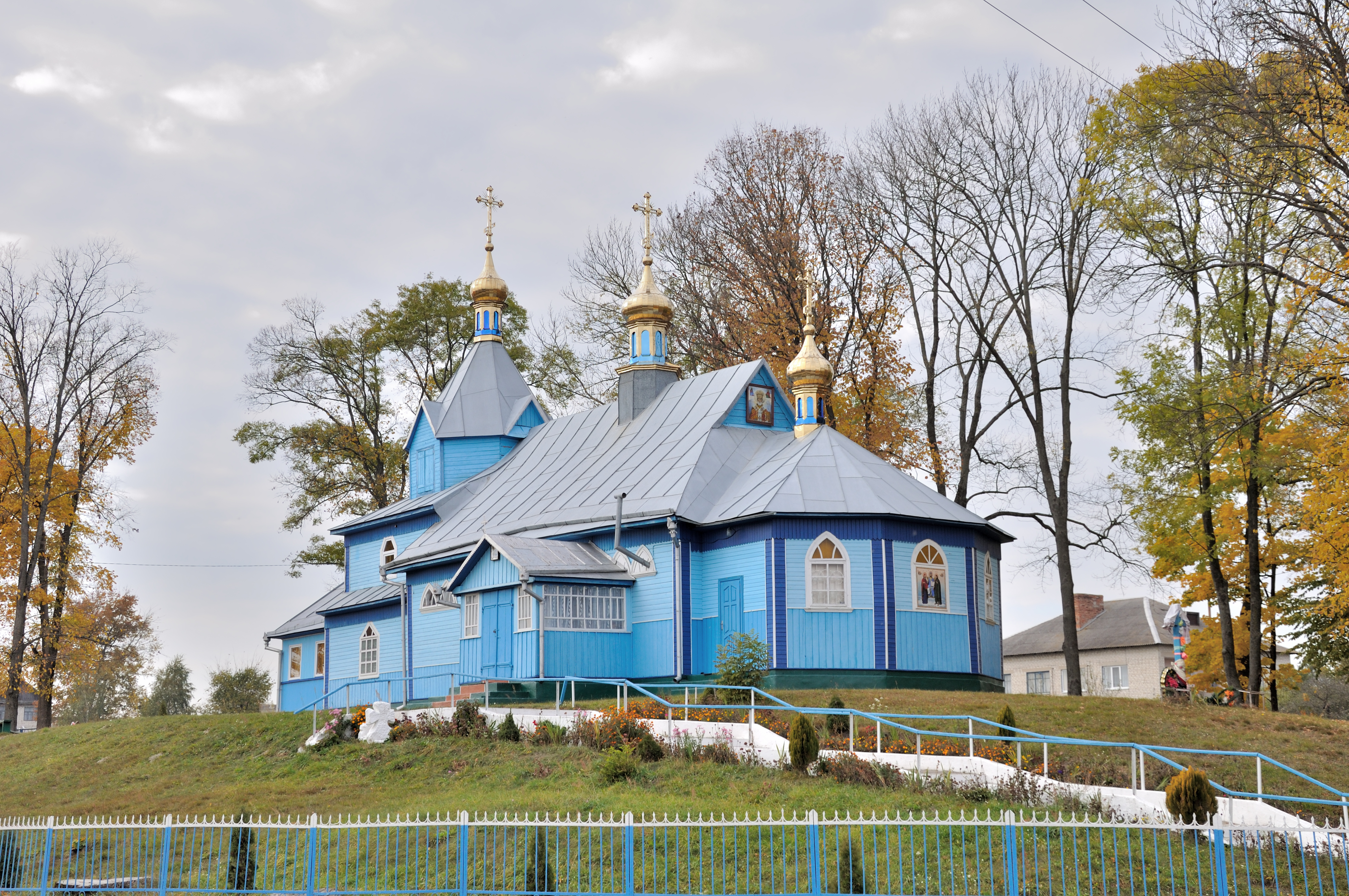
Николаевская церковь

Бы́стричи (укр. Бистричі) — село в Березновской городской общине Ровненского района Ровненской области Украины. Расположено на левом берегу реки Случь, в 82 км от районного центра, в 40 км от железнодорожной станции Моквин.
До 2020 года входило в Березновский район.
Население по переписи 2001 года составляло 2754 человека. Почтовый индекс — 34644. Телефонный код — 3653. Код КОАТУУ — 5620481801.

## Известные уроженцы
- Власюк, Мария Юрьевна (1994—2022) — старший сержант Вооружённых сил Украины, участница российско-украинской войны, отличившаяся во время российского вторжения в Украину в 2022 году.